# Desamuduru
Desamuduru (telugu: దేశముదురు) – indyjski film z 2007 roku w reżyserii autora Wojownik, Puri Jagannadha. W rolach głównych Allu Arjun (Happy, Bunny) i Hansika Motwani.
Film ma odniesienia do bollywoodzkiego Paap (z John Abrahamem).

## Motywy kina indyjskiego
- modlitwa * relacja: ojciec i syn * dziennikarze TV (Phir Bhi Dil Hai Hindustani) * Hajdarabad (Okkadu, Athadu, Sainikudu, Wojownik, Nijam, Stalin, Yogi, Yeh Dil, Happy, Varsham, 3 Deewarein) * bójka * śpiączka * pociąg * Himachal Pradesh (Paap, Shararat, Taal, Yeh Dillagi, Chori Chori, Jab We Met, Dor) * medytacja (Paap, taal) * porwanie * na posterunku * na rynku (Nijam, Athadu, Varsham) * komórka telefoniczna (Omkara) * dżungla * terroryści (Fiza) * jaskinia (Guddu) * pościg * sierota * świątynia buddyjska * ślub milczenia (Dharm) * opowieść w opowieści * granica (1971, Refugee, Odrzuceni) * Pakistan (Deewaar, 1971, Pinjar) * atak na World Trade Center (Madhoshi) * mangalsutra * policja * karmienie jako znak miłości (Żona dla zuchwałych) * pościg * motor (Nijam, Dhoom 2) * zemsta * szpital * święto Holi (Deewana, Rebeliant, Darr, Mohabbatein) * noc poślubna (Kaaka Kaaka, Parinda, Virasat, Nayak: The Real Hero)

## Fabuła
Hajdarabad. Bala Govind (Allu Arjun), zuchwały, pewny siebie dziennikarz telewizyjny, dzieciak przy swoim szefie-tatusiu, szalony w tańcu, niebezpieczny w walce. Podczas jednej z bójek broniąc człowieka przed śmiercią bije napastnika tak mocno, że ten zapada w śpiączkę. Nieszczęśliwie dla niego okazuje się, że poszkodowany jest synem groźnego gangstera. Bala musi uciekać z miasta. Chroniąca go wytwórnia telewizyjna posyła go w góry, w Himachal Pradesh. Tam kręcąc film o himalajskiej kulturze, w Manali, wśród medytujących w sekcie, dostrzega dziewczynę, o której nie może przestać myśleć. Jak mówi, zakochuje się najpierw w jej ciele, bo duszy przecież jeszcze nie zna. Vaishali wzbrania się przed jego miłością. Gdy w końcu równie urzeczona, zgadza się poślubić Balę, zostaje nagle porwana. Bala wraca do Hajdarabadu. Mimo niebezpieczeństwa czyhającego ze strony spragnionych zemsty gangsterów, musi ratować swoją ukochaną.

## Obsada
- Allu Arjun ... Bala Govind
- Hansika Motwani ... Vaishali
- Ali ... Himalayan Baba
- Pradeep Rawat ... Tambi Durai
- Subbaraju ... Murugan
- Kovai Sarala ... przełożona Sannyasi
- Rambha ... w piosence
- Jeeva

## Muzyka i piosenki
- Ninne Ninne - Chakri & Kousalya
- Gili Gili Ga - Devan & Andrea
- Satte Ye Godava Ledhu - Ranjith
- Gola Petti Nadiro - Raghu Kunche & Kousalya
- Manusuley - Chakri & Kousalya
- Athanthode Ithandode - Ravi Varma  & Suchitra